# Chaveyriat
Chaveyriat település Franciaországban, Ain megyében. Lakosainak száma 1057 fő (2022. január 1.). Chaveyriat Chanoz-Châtenay, Condeissiat, Mézériat, Montracol, Vandeins és Vonnas községekkel határos.

## Népesség
A település népességének változása:
| Lakosok száma | 616  | 598  | 766  | 885  | 975  | 1003 | 1008 | 1034 | 1033 | 1057 |
|               | 1968 | 1982 | 1990 | 2006 | 2013 | 2015 | 2017 | 2019 | 2020 | 2022 |